# Чемпіонат Буковини з хокею 1936
Буковинські змагання 1936 року вкотре виграли хокеїсти «Драгош Воде». Гравці чернівецького ТВ «Ян» посіли друге місце, а також отримали можливість разом з чемпіоном зіграти в румунському фіналі у зв'язку із розширенням кола учасників останнього.

## Підсумкова класифікація
| Місце | Команда                | І | В | Н | П | Ш   | О |
| ----- | ---------------------- | - | - | - | - | --- | - |
| 1     | «Драгош Воде» Чернівці | ? | ? | ? | ? | ?-? | ? |
| 2     | ТВ «Ян» Чернівці       | ? | ? | ? | ? | ?-? | ? |
| ?     | «Довбуш» Чернівці      | ? | ? | ? | ? | ?-? | ? |

## Міжнародні змагання
В матчі за 1-е місце Румунської Національної Дивізії «Драгош Воде» поступився ХК «Брагадіру», а ТВ «Ян» отримав "бронзову" нагороду, поділивши 3-є місце з бухарестським «Телефон-Клуб».

## Склади команд
Двоє талановитих чернівецьких гравців Роберт Садовський та П. Тальський перейшли до ХК «Брагадіру».

«Драгош Воде» Чернівці: Еміль Майцюк (?, ?); Енгстер (?, ?), Садовський ІІ (?, ?), Вільгельм Сук (?, ?), Антон Паненка (?, ?), Скарлат (?, ?), Томович (?, ?), Поп (?, ?), Баланеський (?, ?); тренер - Уллі Ледерер (Австрія).

«Довбуш» Чернівці: Степан Будний (?, ?); Пентелейчук (?, ?), Стефанюк (?, ?), Балуш (?, ?), Добровольський (?, ?), Маріян Пестик (?, ?), Загородніков (?, ?), Людвік (?, ?); тренер - Василь Шерей.